# 塚越隆行
塚越 隆行（つかこし たかゆき、1962年10月24日 - ）は円谷プロダクション代表取締役会長。群馬県出身。

## 経歴
1984年3月、早稲田大学教育学部を卒業し同年4月に朝日広告社に入社。1991年6月にディズニー・ホーム・ビデオ・ジャパンに転職。1998年5月に同社セルスルー事業部の事業部長に就任。2000年4月にブエナ・ビスタ・ホームエンターテインメント（現ウォルト・ディズニー・ジャパン）日本代表に就任する。2008年3月に公益財団法人徳間記念アニメーション文化財団理事に、同年6月にDEGジャパン（デジタル・エンターテイメント・グループ・ジャパン）会長に就任。2009年10月にMPA/JIMCA:APAC (Anti Piracy Advisory Committee) 委員会委員長。2010年3月にウォルト・ディズニー・スタジオ・ジャパンのシニア・ヴァイス・プレジデント兼ゼネラル・マネージャーに就任。2015年4月に映倫維持委員会常任委員。同年9月に日本映像ソフト協会理事、同年12月にジャパン・コンテンツ・グループ副会長、2016年7月にウォルト・ディズニー・ジャパンエグゼクティブ・プロデューサーを経て、2017年1月にディズニーを退社し、同年8月に円谷プロダクションで同社第11代代表取締役社長に就任。2019年4月に同社代表取締役会長兼CEOとなる。2022年6月に円谷フィールズホールディングス専務取締役に就任。

## 代表作

### テレビ
| 期間          | 期間           | 番組名                                        | 制作（放送局） | 役職 |
| ------------- | -------------- | --------------------------------------------- | --- | ---- |
| 2018年7月7日  | 2018年12月22日 | ウルトラマンR/B                               | テレビ東京 電通 円谷プロダクション                                                                                          | 監修 |
| 2019年1月5日  | 2019年6月29日  | ウルトラマン ニュージェネレーションクロニクル | テレビ東京 電通 円谷プロダクション 千代田ビデオ 東映ラボ・テック 日本映像クリエイティブ 東京ドーム 狛江ロケーションサービス | 監修 |
| 2019年7月6日  | 2019年12月28日 | ウルトラマンタイガ                            | テレビ東京 電通 円谷プロダクション                                                                                          | 監修 |
| 2021年1月9日  | 2021年6月26日  | ウルトラマン クロニクルZ ヒーローズオデッセイ | テレビ東京 円谷プロダクション 千代田ビデオ 東映ラボ・テック                                                                 | 監修 |
| 2021年7月10日 | 2022年1月22日  | ウルトラマントリガー NEW GENERATION TIGA      | テレビ東京 電通 円谷プロダクション                                                                                          | 監修 |
| 2022年1月29日 | 2022年6月25日  | ウルトラマン クロニクルD                      | テレビ東京 円谷プロダクション                                                                                               | 監修 |
| 2022年7月9日  | 2023年1月21日  | ウルトラマンデッカー                          | テレビ東京 電通 円谷プロダクション                                                                                          | 監修 |

### 映画
| 公開年 | 公開年   | 作品名                                                   | 製作 | 配給                                              | 役職                         |
| ------ | -------- | -------------------------------------------------------- | --- | ------------------------------------------------- | ---------------------------- |
| 2001年 | 7月20日  | 千と千尋の神隠し                                         | 徳間書店 スタジオジブリ ウォルト・ディズニー・インターナショナル・ジャパン 日本テレビ 電通 東北新社 三菱商事 ディーライツ       | 東宝                                              | エグゼクティブプロデューサー |
| 2002年 | 7月20日  | 猫の恩返し                                               | 徳間書店 スタジオジブリ ウォルト・ディズニー・インターナショナル・ジャパン 日本テレビ 博報堂 三菱商事 ディーライツ              | 東宝                                              | エグゼクティブプロデューサー |
| 2002年 | 7月20日  | ギブリーズ episode2                                      | 徳間書店 スタジオジブリ ウォルト・ディズニー・インターナショナル・ジャパン 日本テレビ 博報堂 三菱商事 ディーライツ              | 東宝                                              | エグゼクティブプロデューサー |
| 2004年 | 3月6日   | イノセンス                                               | 徳間書店 プロダクション・アイジー ウォルト・ディズニー・ジャパン 日本テレビ 電通 三菱商事 ディーライツ スタジオジブリ           | 東宝                                              | エグゼクティブプロデューサー |
| 2004年 | 11月20日 | ハウルの動く城                                           | 徳間書店 スタジオジブリ ウォルト・ディズニー・ジャパン 日本テレビ 電通 三菱商事 ディーライツ                                    | 東宝                                              | エグゼクティブプロデューサー |
| 2006年 | 7月29日  | ゲド戦記                                                 | スタジオジブリ ウォルト・ディズニー・ジャパン 日本テレビ 電通 博報堂DYメディアパートナーズ 三菱商事 ディーライツ                | 東宝                                              | エグゼクティブプロデューサー |
| 2008年 | 7月19日  | 崖の上のポニョ                                           | スタジオジブリ ウォルト・ディズニー・ジャパン 日本テレビ 電通 博報堂DYメディアパートナーズ 三菱商事 ディーライツ                | 東宝                                              | エグゼクティブプロデューサー |
| 2010年 | 7月17日  | 借りぐらしのアリエッティ                                 | スタジオジブリ ウォルト・ディズニー・ジャパン 日本テレビ 電通 博報堂DYメディアパートナーズ 三菱商事 ディーライツ ワイルドバンチ | 東宝                                              | エグゼクティブプロデューサー |
| 2011年 | 7月16日  | コクリコ坂から                                           | スタジオジブリ ウォルト・ディズニー・ジャパン 日本テレビ 電通 博報堂DYメディアパートナーズ 三菱商事 ディーライツ                | 東宝                                              | エグゼクティブプロデューサー |
| 2013年 | 7月20日  | 風立ちぬ                                                 | スタジオジブリ ウォルト・ディズニー・ジャパン 日本テレビ 電通 博報堂DYメディアパートナーズ 三菱商事 ディーライツ KDDI           | 東宝                                              | エグゼクティブプロデューサー |
| 2013年 | 11月23日 | かぐや姫の物語                                           | スタジオジブリ ウォルト・ディズニー・ジャパン 日本テレビ 電通 博報堂DYメディアパートナーズ 三菱商事 ディーライツ KDDI           | 東宝                                              | エグゼクティブプロデューサー |
| 2014年 | 7月19日  | 思い出のマーニー                                         | スタジオジブリ ウォルト・ディズニー・ジャパン 日本テレビ 電通 博報堂DYメディアパートナーズ 三菱商事 ディーライツ KDDI           | 東宝                                              | エグゼクティブプロデューサー |
| 2019年 | 3月8日   | 劇場版 ウルトラマンR/B セレクト! 絆のクリスタル          | 劇場版ウルトラマンR/B製作委員会                                                                                                 | 松竹メディア事業部                                | 監修                         |
| 2020年 | 8月7日   | 劇場版 ウルトラマンタイガ ニュージェネクライマックス     | 劇場版ウルトラマンタイガ製作委員会                                                                                              | 松竹ODS事業室                                     | 監修                         |
| 2022年 | 3月18日  | ウルトラマントリガー エピソードZ                         | ウルトラマントリガー特別編製作委員会                                                                                            | バンダイナムコアーツ 円谷プロダクション           | 監修                         |
| 2022年 | 5月13日  | シン・ウルトラマン                                       | 円谷プロダクション カラー TOHOスタジオ シネバザール                                                                             | 東宝                                              | 製作                         |
| 2023年 | 2月23日  | ウルトラマンデッカー最終章 旅立ちの彼方へ…               | ウルトラマンデッカー特別編製作委員会                                                                                            | バンダイナムコフィルムワークス 円谷プロダクション | 監修                         |
| 2024年 | 2月23日  | ウルトラマンブレーザー THE MOVIE 大怪獣首都激突          | ウルトラマンブレーザー特別編製作委員会                                                                                          | バンダイナムコフィルムワークス 円谷プロダクション | 監修                         |
| 2025年 | 2月21日  | ウルトラマンアーク THE MOVIE 超次元大決戦!光と闇のアーク | ウルトラマンアーク特別編製作委員会                                                                                              | バンダイナムコフィルムワークス 円谷プロダクション | 監修                         |